# Hildegard Thierfelder
Hildegard Thierfelder (* 19. Juli 1908 in Ribnitz; † 19. Januar 1985 in Bad Eilsen) war eine deutsche Archivarin.

## Leben
Hildegard Thierfelder war die Tochter des Landgerichtsrates Karl Thierfelder. Nach Besuch der Lyzeen in Ribnitz und Rostock und des Gymnasiums in Rostock absolvierte sie von 1921 bis 1927 ein Geschichts-, Französisch- und Deutschstudium in Tübingen, Rostock, Freiburg (Breisgau), München und erneut in Rostock. 1932 folgte die Promotion an der Philosophischen Fakultät der Universität Rostock mit der Schrift Rother als Finanzpolitiker unter Hardenberg 1778–1822, 1933 die Prüfung für das Lehramt an höheren Schulen und 1935 das zweite Staatsexamen. Von 1935 bis 1941 arbeitete sie als Sekretärin und Hauslehrerin. 1942 begann sie ihre Archivausbildung im Reichsarchiv Troppau und am Preußischen Institut für Archivwissenschaft am Preußischen Geheimen Staatsarchiv in Berlin-Dahlem. Von 1943 bis 1945 war sie Referentin für die Archivberatungsstelle Oberschlesien im Staatsarchiv Kattowitz und einige Monate Sachbearbeiterin in der Sudetendeutschen Anstalt für Landes- und Volksforschung in Reichenberg.
Hildegard Thierfelder wurde 1946 Referentin für das Stadtarchiv in der Archiv- und Museumsverwaltung der Stadt Rostock und von 1953 bis 1959 Direktorin des Stadtarchivs Rostock. Nach der Flucht in die BRD im Jahre 1959 war sie von 1960 bis 1962 Stipendiatin der Deutschen Forschungsgemeinschaft für die Bearbeitung des älteren Rostocker Stadtbuchs. 1962 bis 1969 arbeitete sie im Stadtarchiv Köln, danach als Leiterin des Stadtarchivs Lüneburg und war zudem Schriftführerin im Museumsverein für das Fürstentum Lüneburg. Sie war Mitherausgeberin der Lüneburger Blätter. Bereits im Ruhestand und trotz Krankheit war sie von 1974 bis 1983 ehrenamtliche Leiterin des Stadtarchivs Rinteln und betrieb weiter Studien zur mittelalterlichen Geschichte Rostocks.  Sie war Autorin zahlreicher Artikel für die Neue Deutsche Biographie.

## Schriften (Auswahl)
- Rother als Finanzpolitiker unter Hardenberg 1778–1822. (Dissertation, 1934)
- Rostock – Osloer Handelsbeziehungen im 16. Jahrhundert. (1958)
- Das Rostocker Stadtarchiv. (1959)
- Der Nachlaß Ludolf Camphausen im Kölner Stadtarchiv. (1964)
- 400 Jahre evangelisches Leben im Rheinland. (1965; Katalog der Ausstellung Reformatio)
- Das älteste Rostocker Stadtbuch (etwa 1254–1273) mit Beiträgen zur Geschichte der Stadt Rostock im 13. Jahrhundert. (1967)
- Führer durch das Stadtarchiv Lüneburg. (1973)
- Sozialgeschichtliche Streiflichter des Rostocker Gotlandhandels. In: Aus tausend Jahren mecklenburgischer Geschichte. (1979)
- Mittelalterliche Verbindungen Rostocks zu Schweden. In: Beiträge zur mecklenburgischen Seefahrtsgeschichte. (1981)
- Papsturkunden im Rostocker Stadtarchiv. In: Beiträge zur mecklenburgischen Kirchengeschichte. (1982)